# G-kraft
 Der er for få eller ingen kildehenvisninger i denne artikel, hvilket er et problem. Du kan hjælpe ved at angive troværdige kilder til de påstande, som fremføres i artiklen.

 Ikke at forveksle med Tyngdeacceleration.
 For alternative betydninger, se Kraft (flertydig).
g-kraft er et mål for den acceleration en person eller genstand udsættes for. 
Begrebet bruges blandt andet for at måle den acceleration, en pilot er underkastet under en manøvre eller en chauffør under accelerationen i drag-racing. g-kraft måles f.eks. med et G-meter. 
Bogstavet "g" står for gravitation. Dog kan gravitation alene ikke give anledning til nogen g-påvirkning og frit fald i jordens tyngdefelt svarer således til en g-påvirkning på 0 g. Hvis man derimod står stille på jordens overflade oplever man en g-påvirkning på 1 g fra den kraft jordoverfladen skubber én opad med. Endvidere hvis man befinder sig i en elevator der accelererer 4 gange tyngdeaccelerationen opad, oplever man en g-påvirkning på i alt 5 g. Det opleves som om kroppen vil veje fem gange så meget, som den gør normalt.  
Ved parabolflyvning eller i en rutsjebane, kan man opleve vægtløshed, hvilket svarer til 0 g.
En normal sund person kan overleve op til 6g uden at besvime ved en kropsvægt på 70 kg. Følt vejer personen så 420 kg. Ved den positive g-kraft presses blodet ud af hovedet og ind i kroppen og medfører mangel på blod i hjernen, som gør at man til sidst besvimer. Ved negativ g-kraft presses blod ind i hovedet og kan forårsage at blodkar sprænges i øjne. Dette er mere farlig end positiv g-kraft. Man kan normalt kun modstå 2,3 negative g, før man tager skade.